# Джордан Лукаку
Джордан Лукаку (нід. Jordan Lukaku, нар. 21 липня 1994, Антверпен) — бельгійський футболіст, лівий півзахисник іспанського клубу «Понферрадіна». Грав за національну збірну Бельгії.

## Клубна кар'єра
Народився 21 липня 1994 року в Антверпені. Вихованець юнацьких команд футбольних клубів «Льєрс» та «Андерлехт».
У дорослому футболі дебютував 2012 року виступами за головну команду «Андерлехта», в якій протягом сезону взяв участь лише у 8 матчах чемпіонату.
2013 року юний захисник на умовах оренди перейшов до «Остенде», а за рік, у 2014, клуб з Остенде викупив його контракт.
В «Остенде» швидку став гравцем основного складу і привернув увагу представників провідних європейських чемпіонатів. 22 липня 2016 року за 4 мільйони євро перейшов до італійського «Лаціо». В сезоні 2017/18, своєму другому після переходу, вже був основним гравцем римської команди. Однак згодом отримав важку травму, довгий час відновлювався, після чого не зміг відвоювати своє місце в «основі». 
5 жовтня 2020 року повернувся на батьківщину, на умовах річної оренди приєднавшись до «Антверпена». Згодом, також на орендних правах грав за друголігову італійську «Віченцу», а влітку 2022 року, отримавши статус вільного агента уклав контракт із клубом «Понферрадіна», представником іспанської Сегунди.

## Виступи за збірні
2009 року дебютував у складі юнацької збірної Бельгії, взяв участь у 18 іграх на юнацькому рівні. З 2013 року залучається до складу молодіжної збірної Бельгії.
2015 року дебютував в офіційних матчах у складі національної збірної Бельгії. У травні 2016 року був включений до розширеної заявки бельгійської збірної для участі у фінальній частині чемпіонату Європи 2016. На континентальній першості взяв участь в одній грі — програному з рахунком 1:3 чвертьфінальному матчі проти збірної Уельсу.

## Особисте життя
Народився в родині Роже Лукаку, професійного футболіста, який зокрема грав за національну збірну Заїру. Має старшого брата Ромелу, відомого виступами за англійські футбольні клуби та збірну Бельгії.
| Дата       | Місто            | Господарі  | Результат | Гості                | Турнір                | Голи | Примітки |
| ---------- | ---------------- | ---------- | --------- | -------------------- | --------------------- | ---- | -------- |
| 10-10-2015 | Андорра-ла-Велья | Андорра    | 1 – 4     | Бельгія              | Відбір до ЧЄ 2016     | -    |          |
| 29-03-2016 | Лейрія           | Португалія | 2 – 1     | Бельгія              | товариський матч      | -    | 59'      |
| 28-05-2016 | Женева           | Швейцарія  | 1 – 2     | Бельгія              | товариський матч      | -    | 67'      |
| 05-06-2016 | Брюссель         | Бельгія    | 3 – 2     | Норвегія             | товариський матч      | -    |          |
| 01-07-2016 | Вільнев-д'Аск    | Уельс      | 3 – 1     | Бельгія              | ЧЄ 2016 - чвертьфінал | -    | 75'      |
| 01-09-2016 | Брюссель         | Бельгія    | 0 – 2     | Іспанія              | товариський матч      | -    |          |
| 07-10-2016 | Брюссель         | Бельгія    | 4 – 0     | Боснія і Герцеговина | Відбір до ЧС 2018     | -    | 21'      |
| 14-11-2017 | Брюгге           | Бельгія    | 1 – 0     | Японія               | товариський матч      | -    | 84'      |
| Усього     |                  | Матчів     | 8         |                      | Голів                 | 0    |          |

## Титули і досягнення
- Чемпіон Бельгії (2):

«Андерлехт»: 2011–12, 2012–13
- Володар Суперкубка Бельгії (2):

«Андерлехт»: 2012, 2013
- Володар Суперкубка Італії (2):

«Лаціо»: 2017, 2019
- Володар Кубка Італії (1):

«Лаціо»: 2018-19